# Schenectady
Schenectady település az USA New York államában, Schenectady megyében, melynek megyeszékhelye is. Lakosainak száma 67 047 fő (2020. április 1.).

## Népesség
A település népességének változása:

| 2010 | 66 135 |
| 2020 | 67 047 |

## Közlekedés

### Vasút
Az Amtrak, az országos személyszállító vasúti rendszer rendszeres járatot biztosít Schenectadybe, amelynek Schenectady állomása az Erie Boulevard 322. szám alatt található. A vonatok közé tartozik az Ethan Allen Express, az Adirondack, a Lake Shore Limited, a Maple Leaf és az Empire Service. Schenectady településen a Canadian Pacific Railway és a Norfolk Southern Railway áruszállító vasúttársaságok vasútvonalai is áthaladnak.